# Микити
Микити — село в Україні, у Золочівському районі Львівської області. Населення становить 371 чоловік станом на 2010 рік. Орган місцевого самоврядування — Підкамінська селищна рада.

## Назва
У 1989 р. назву села Микитюки було змінено на Микити.